# Supercopa Argentina 2017
La Supercopa Argentina 2017 è stata la 6ª edizione della Supercopa Argentina.
Si è tenuta in gara unica allo  Malvinas Argentinas di Mendoza il 15 marzo 2018 e ha visto contrapposti i campioni argentini 2017 del Boca Juniors contro i vincitori della Coppa d'Argentina 2016-17 del River Plate

## Tabellino
| Arbitro: | Patricio Loustau |

|  |           |                         |
|  | Marcatori | 18’ Martínez 70’ Scocco |

| P                          | 1  | Agustín Rossi     |     |     |
| D                          | 29 | Leonardo Jara     |     | 72’ |
| D                          | 2  | Paolo Goltz       |     |     |
| D                          | 6  | Lisandro Magallán |     |     |
| D                          | 18 | Frank Fabra       | 26’ |     |
| C                          | 15 | Nahitan Nández    | 42’ |     |
| C                          | 16 | Wílmar Barrios    | 39’ |     |
| C                          | 8  | Pablo Pérez (c)   | 80’ |     |
| A                          | 7  | Cristian Pavón    |     |     |
| A                          | 32 | Carlos Tévez      | 88’ |     |
| A                          | 10 | Edwin Cardona     |     |     |
| A disposizione:            |    |                   |     |     |
| P                          | 1  | Guillermo Sara    |     |     |
| D                          | 3  | Emanuel Más       |     |     |
| D                          | 24 | Julio Buffarini   |     |     |
| D                          | 27 | Santiago Vergini  |     |     |
| C                          | 30 | Emanuel Reynoso   |     |     |
| C                          | 17 | Ramón Ábila       |     | 72’ |
| C                          | 22 | Oscar Benítez     |     |     |
| Allenatore:                |    |                   |     |     |
| Guillermo Barros Schelotto |    |                   |     |     |

| P                | 1  | Franco Armani          |     |     |
| D                | 29 | Gonzalo Montiel        |     | 54’ |
| D                | 2  | Jonathan Maidana       |     |     |
| D                | 22 | Javier Pinola          | 39’ |     |
| D                | 3  | Marcelo Saracchi       |     |     |
| C                | 24 | Enzo Pérez             |     | 65’ |
| C                | 23 | Leonardo Ponzio (c)    | 9’  |     |
| C                | 26 | Ignacio Fernández      | 48’ |     |
| C                | 10 | Gonzalo Martínez       |     |     |
| A                | 7  | Rodrigo Mora           |     |     |
| A                | 27 | Lucas Pratto           |     | 67’ |
| A disposizione:  |    |                        |     |     |
| P                | 25 | Enrique Bologna        |     |     |
| D                | 28 | Lucas Martínez Quarta  |     |     |
| C                | 5  | Bruno Zuculini         |     | 65’ |
| C                | 8  | Juan Fernando Quintero |     |     |
| C                | 18 | Camilo Mayada          |     | 54’ |
| A                | 19 | Rafael Santos Borré    |     |     |
| A                | 32 | Ignacio Scocco         |     | 67’ |
| Allenatore:      |    |                        |     |     |
| Marcelo Gallardo |    |                        |     |     |